# Co-Registrierung
Co-Registrierung (kurz auch Coreg genannt) ist ein Begriff aus dem Bereich Direktmarketing und wird primär im Onlinemarketing genutzt.
Die Grundmethodik von Co-Registrierung gibt es schon lange und stellt keine Erfindung des Onlinemarketing dar, die Begrifflichkeiten an sich wurden jedoch klar im Onlinemarketing geprägt.

## Methodik
Es geht darum, vereinfacht ausgedrückt, in einem bestehenden Kundendialog weitere Angebote zu platzieren, mit dem Ziel, dass der Kunde diese ebenfalls wahrnimmt/annimmt. Dies auch ohne vorher den konkreten Vorsatz gehabt zu haben, dies überhaupt bestellen zu wollen. Es ist somit eine Form der Prozessintegration von Produktwerbung innerhalb eigener oder auch fremder Prozesse zur aktiven Anforderungs- beziehungsweise Datengenerierung.
Diese zwei Grundprinzipien lassen sich auf die unterschiedlichsten Bereiche in vielen Darstellungsvarianten integriert anwenden. Sei es zur Generierung zusätzlicher Bestellungen ergänzender eigener oder fremder Produkte, zur Gewinnung von E-Mail-Adressen für Newsletter, Telefonnummern für Rückrufanforderungen für Beratungs-/Verkaufsgespräche, Produktinformationen per Post (Infoflyer, Kataloge) etc. Es gibt viele weitere Möglichkeiten und Anwendungswege.
Der Aktivitätsgrad der Endverbraucher im Dialogprozess ist bei der Co-Registrierung somit sehr aktiv. Zusätzlich kann auch das entsprechende Angebot der Affinität der Endverbraucher und vom Produktgeber festgelegten Zielgruppe (Geschlecht, Alter, Region etc.) passend angezeigt werden.

## Beispielprozesse zur vereinfachten Methodenerläuterung
Sie begeben sich mit dem Wunsch, ein Konto zu eröffnen, auf die Webseite der Beispielbank. Innerhalb der Onlineanmeldung zum Konto, werden Sie von der Beispielbank gefragt, ob Sie nicht zusätzlich eine Kreditkarte des Anbieters Beispiel-Card zum Konto hinzubestellen möchten. Um dies zu tun, müssen Sie lediglich (und ohne erneute Dateneingabe) eine weitere Checkbox anklicken, schon wird Ihr Wunsch an den Anbieter Beispielcard weitergeleitet.
Dieses kurze Beispiel zeigt, wie man weitere Produkte verkaufen kann, ohne dass dies der Endverbraucher vor dem Besuch des Onlineangebots bewusst geplant hatte. Solch eine Integration funktioniert im oben beschrieben Fall, durch das zum Thema passende Zweitprodukt, natürlich besonders gut.

## Anwendungsgebiete
Die Methode lässt sich gut nutzen, um für seine eigenen Produkte Neukunden zu gewinnen. Die Co-Registrierung wird genutzt, wenn:
- man sehr spezielle Produkte hat, die keine allgemeine Affinität besitzt und daher ganz explizit vom Endverbraucher gewählt werden müssen und die ausdrückliche Erlaubnis benötigt,
- man hohen Wert auf eine langfristige Kundenbindung legt, wenig Streuverluste wünscht und man bereit ist hierfür auch deutlich mehr zu investieren als vergleichsweise beim Co-Sponsoring.

Es gibt natürlich verschiedene Formen der Integration. Ein guter Text, der einfach und in wenigen Worten die beworbene Dienstleistung herausstellt ist wichtig. Man sollte lange Sätze oder große Erklärungen vermeiden.
Gerade bei der Co-Registrierung hängen die Qualität und das Volumen massiv von der Einbindungsdarstellung ab. Man kann eine CoReg simpel als Grafik (meist 88×31 Pixel) und zweizeiligen Text inklusive Zustimmungskasten einbauen oder auch per Options-Button im Ja-Nein-Frageprinzip, das Ganze eingebaut in eine Liste von dutzenden oder wenigen anderen CoRegs, einzeln oder auch als Integration auf eine Dankesseite mit einer großen Abbildung und umfangreicherem Text, und so weiter. Die Darstellungsvarianten und Extras sind sehr umfangreich.
Am weitverbreitetsten ist die Methode online auf Webseiten, die sich um die Themen Verlosung/Quiz und Marktumfragen drehen. Für sehr hochwertige Produkte oder auch sehr finanzaffine Dienstleistungen (Beispiel: Private Krankenversicherung, Lebensversicherungen etc.) sind optimal speziellere Quellen sinnvoll. Generell erfüllen auch Verlosungen/etc. durchaus Ihrem Zweck und haben, allen Vorurteilen zum Trotz, einen guten gesellschaftlichen Schnitt im Kundenstamm. Lassen Sie sich im Vorfeld immer Details der Webseite zukommen, sprich: Zielgruppe, Seitenzugriffe und sonstige soziodemografische Informationen, die der Seitenbetreiber besitzt.

## Rechtliche Aspekte, Grundlagen
Man sollte hier zunächst einmal zwischen E-Mail-, Post- und Telefondaten sowie der Kombinationen aus diesen drei Daten unterscheiden. Je nachdem welche Datenmerkmale man erheben will, gelten andere Regeln und Wege diese zu generieren. Da eine Erläuterung der gängigen Rechtslage den Rahmen dieses Beitrags sprengt, wird auf das wesentlichste verkürzt:
Zum Thema Datengenerierung existieren zwischen Agenturen, Anwälten und sogar Richtern/Gerichten unterschiedliche und sogar zum Teil gegenläufige Auffassungen und Aussagen. Aus diesem Gund sollte man im Zweifel immer den schwierigeren Weg zur Datenerhebung wählen. Dieses Vorgehen geht zwar quantitativ zu Lasten der möglichen Menge an Neukunden, aber mit Sicherheit nicht zu Lasten der Qualität der erhobenen Daten oder Rechtssicherheit. Siehe auch: Weblinks für weiterführende Links zum Thema Rechtslage.